# Passiflora henryi
Passiflora henryi är en passionsblomsväxtart som beskrevs av William Botting Hemsley. Passiflora henryi ingår i släktet passionsblommor, och familjen passionsblomsväxter. Inga underarter finns listade i Catalogue of Life.